# Lights and Shadows (canción)

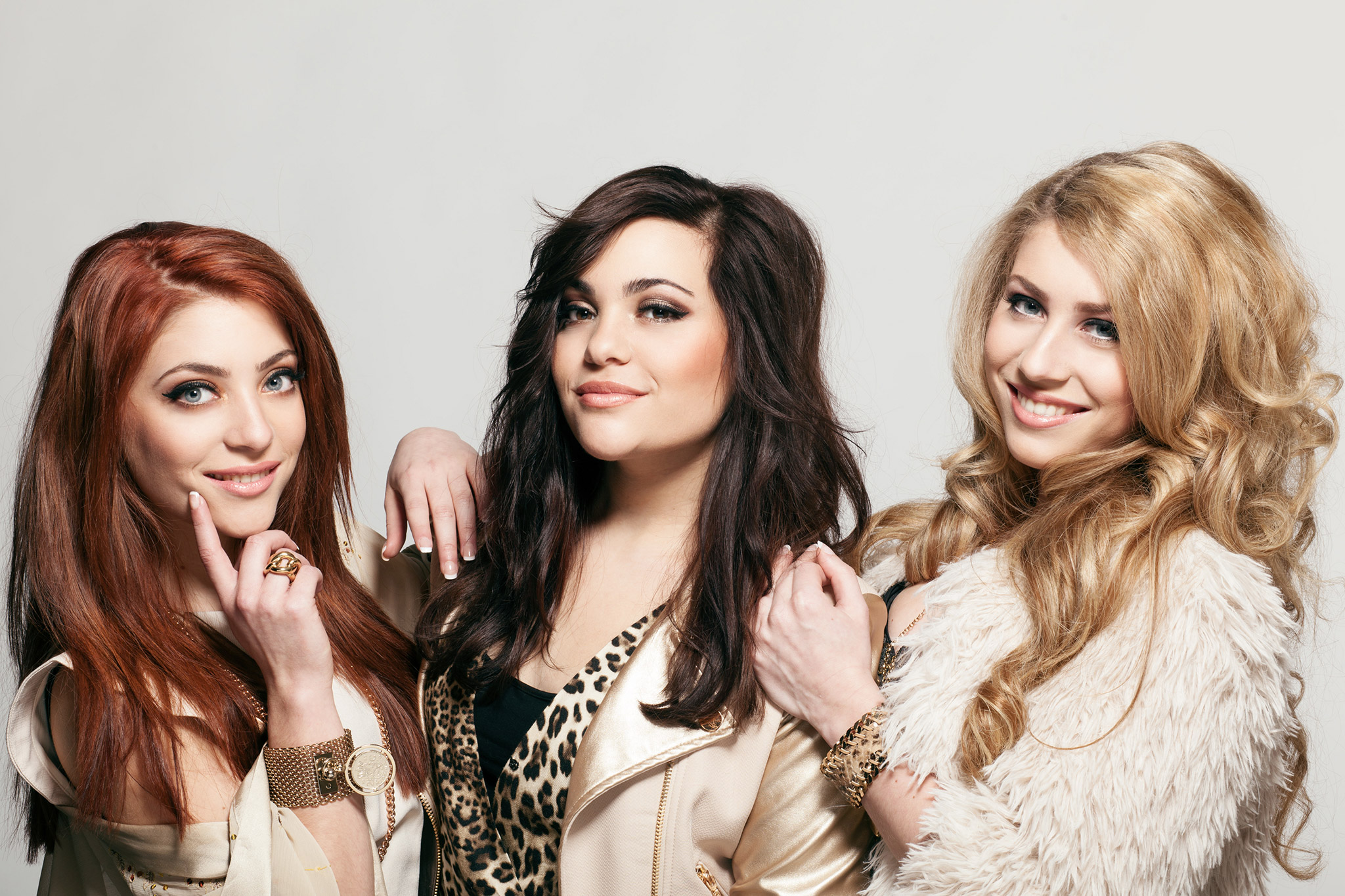
La banda O'G3NE, intérprete de la canción.

«Lights and Shadows» —[laɪts ænd ˈʃædəʊz]; en español: «Luces y sombras»— es una canción compuesta por Rick Vol y Rory de Kievit e interpretada en inglés por la banda neerlandesa O'G3NE. Se lanzó como descarga digital el 3 de marzo de 2017 mediante BMP. Fue elegida para representar a los Países Bajos en el Festival de la Canción de Eurovisión de 2017 mediante la elección interna de la emisora neerlandesa AVROTROS el 3 de marzo de 2017.

## Festival de Eurovisión

### Festival de la Canción de Eurovisión 2017
Esta fue la representación neerlandesa en el Festival de Eurovisión 2017, interpretada por O'G3NE.
El 31 de enero de 2017 se organizó un sorteo de asignación en el que se colocaba a cada país en una de las dos semifinales, además de decidir en qué mitad del certamen actuarían. Como resultado, la canción fue interpretada en sexto lugar durante la segunda semifinal, celebrada el 11 de mayo de 2017. Fue precedida por Rumania con Ilinca y Alex Florea interpretando «Yodel It!» y seguida por Hungría con Pápai Joci interpretando «Origo». La canción fue anunciada entre los diez temas elegidos para pasar a la final, y por lo tanto se clasificó para competir en esta. Más tarde se reveló que el país había quedado en cuarto puesto con 200 puntos.
El tema fue interpretado más tarde durante la final el 13 de mayo, precedido por Armenia con Artsvik interpretando «Fly With Me» y seguido por Moldavia con SunStroke Project interpretando «Hey, Mamma!». Al final de las votaciones, la canción había recibido 150 puntos (135 del jurado y 15 del televoto), y quedó en undécimo lugar de 26.

## Formatos
| Descarga digital |                      |          |  |
| N.º              | Título               | Duración |  |
| 1.               | «Lights and Shadows» | 3:00     |  |

## Historial de lanzamiento
| Región  | Fecha              | Formato          | Discográfica | Ref.  |
| ------- | ------------------ | ---------------- | ------------ | ----- |
| Mundial | 3 de marzo de 2017 | Descarga digital | BMP          | [ 1 ] |